# Talyshstan
 (mars 2023).

Zone de langue talysh.

Talyshstan, (également Talish, Talishstan ou Tolışıston) est un terme historique et actuel désignant « le pays de Talysh ». Il est aussi parfois utilisé pour éviter l'homonymie avec le nom de l'ethnie elle-même, Talysh, selon le modèle commun de formation des noms de territoires et de pays avec le suffixe -stan. Le Talyshstan est divisé en deux parties : le nord du Talyshstan en Azerbaïdjan et le sud du Talyshstan en Iran. Au nord, il jouxte la plaine de Mugan en Azerbaïdjan et s'étend en une bande étroite le long de la côte sud de la mer Caspienne jusqu'à la colonie de Kopulchal, située près du port. d'Anzali en Iran,,.
Le Talyshstan est aussi parfois appelé la République autonome de Talysh-Mugan, qui a été déclarée en 1993. Le terme Talyshstan a été historiquement rencontré par un certain nombre d'auteurs médiévaux en relation avec la région de Gilan. Le cartographe médiéval Mohammad Saleh Esfahani a déjà utilisé le terme « Talyshstan » en 1609 en relation avec Gilan. Le toponyme « Talyshstan », dans le comté de Lahijan (Gilan, Biye-pis), habité par les Talysh, est utilisé par Abd-Al-Fattah Fumeni dans son ouvrage L'Histoire de Gilan. Selon Muhammad Isfahani, Tálish est le nom d'un fils de Japhet, le fils de Noé, dont  le nom a été donné à une tribu de Gilán et dont le pays s'appelait Tálishistán.